# Catocala cretacea
Catocala cretacea là một loài bướm đêm trong họ Erebidae.